# Моминбродско блато
Моминбродското блато, или Голямо Моминбродско блато, е разположено между квартал Момин брод на град Лом и село Замфир (граничещо с града) от Община Лом, област Монтана.
Площта на блатото е 26,61 хка. Обявено е за защитена зона по „Натура 2000“. Намира се в близост до река Лом и нейното устие.
До блатото има още 5 по-големи блата:
- Голямо Замфирово блато (Блато Замфир) (ок. 10 хка),
- Долно (Дълго) Моминбродско блато (11 хка),
- Горно Замфирово блато,
- Средно Замфирово блато,
- Горно Моминбродско блато.

Голямото Моминбродско блато е свързано с Горното Моминбродско блато (между тях минава и изкуствен канал) и Средното Моминбродско блато. През лятото по време на засушаванията се разделят.
В блатата живеят видри, хомяци, червенокоремни бумки, блатни костенурки и тритони, както и разни видове риби: распери, черни мряни, щипоци, щуки, виюни, европейски горчивки и др.